# Isaia Billé
Isaia Billé (Fermo, 5 giugno 1874 – Fermo, 24 aprile 1961) è stato un contrabbassista, compositore e pubblicista italiano.
Concertista di fama internazionale, fu anche autore di un metodo didattico in sei corsi per contrabbasso pubblicato da Ricordi che tutt'oggi è molto usato, soprattutto nei Conservatori italiani.

## Composizioni
- Concerto in La maggiore per contrabbasso e orchestra
- Concerto in Sol maggiore per contrabbasso e pianoforte
- 18 studi per contrabbasso d'orchestra a 4 e 5 corde
- 24 capricci per contrabbasso e pianoforte
- 24 studi-capricci per contrabbasso a 4 corde
- 6 studi caratteristici per contrabbasso a 4 corde
- 12 Studies in Different Styles for Double Bass; 1948; Elkan Vogel Co. Inc, Philadelphia

## Pubblicistica
- Gli strumenti ad arco e i loro cultori: origine degli strumenti ad arco, liuteria-didattica, storia della musica e delle scuole strumentistiche in generale, Roma, Ausonia 1928
- Storia della musica e delle scuole strumentistiche in generale ad uso dei Regi Conservatori e delle Scuole Medie, Roma, Ausonia 1928